# Afacerea secolului
Afacerea secolului (în engleză Deal of the Century) este un film de comedie american din 1983 regizat de William Friedkin. Acesta îi are pe Chevy Chase, Gregory Hines și Sigourney Weaver în rolurile principale.
Filmul urmărește aventurile mai multor traficanți de arme, care încearcă să-și vândă produsele unui dictator sud-american.

## Rezumat
Eddie Muntz (Chase) este un traficant de arme nesemnificativ din Statele Unite, recent angajat la o mare corporație din domeniul apărării care vinde aeronave militare fără pilot de înaltă tehnologie unui dictator sud-american  (William Marquez). Muntz sosește în „San Miguel”, o așezare săracă și măcinată de război pentru a vinde arme atât dictatorului, cât și rebelilor care luptă împotriva sa.
În timp ce discută cu rebelii, Muntz este prins într-un schimb de focuri și este împușcat în picior. Rănit, acesta se adăpostește într-un hotel degradat; acolo îl întâlnește pe Harold DeVoto (Wallace Shawn⁠(d)), un reprezentant al companiei americane Luckup.
Muntz face afaceri cu arme de calibru mic (puști de asalt, mine antipersonal și pistoale-mitralieră deghizate sub formă de casetofoane), dar produsul celor de la Luckup este mai sofistica - Peacemaker UAV. Planurile le sunt date peste cap când junta militară din San Miguel îl îndepărtează pe DeVoto, care se sinucide. Muntz preia cu succes afacerea și câștigă un contract în valoare de milioane de dolari.
La întoarcerea în America, acesta este confruntat sub amenințarea armei de Catherine (Sigourney Weaver), văduva lui Harold. Catherine îl împușcă pe Muntz direct în piciorul rănit; se trezește mai târziu la spital, unde Frank Stryker (Vince Edwards⁠(d)), director al companiei Luckup, îi aduce la cunoștință că San Miguel a renunțat la înțelegere după o demonstrație dezastruoasă și puternic mediatizată a aparatului Peacemaker.
Muntz decide să-l ajute pe Luckup să semneze un nou contract cu San Miguel. Acesta este însoțit de partenerul său, Ray Kasternak (Gregory Hines), un fost pilot de avion de luptă, și Catherine. Încercările lui Muntz sunt date peste cap de tensiunile cu Luckup, de convertirea religioasa a lui Ray și de numeroasele probleme tehnice ale aparatului.
Înaintea unei expoziții majore din industria de apărare, Muntz este vizitat de Massagi (Richard Libertini⁠(d)), un traficant de arme extrem de bogat, care îl încurajează să încheie afacerea cu San Miguel și îi explică cum să facă acest lucru. Massagi îi dezvăluie că industria globală a armelor mizează pe vânzarea unor arme precum Peacemaker, deoarece războaiele locale și convenționale le asigură venituri imense. De asemenea, recentele modificări aduse legilor federale legalizează mita pentru dictatorii străini și aceasta intră la categoria deducerilor fiscale. Aceste informații îl motivează pe Muntz, dar în același timp îl neliniștesc.
Muntz îl însoțește pe liderul San Miguel la expoziția de arme, unde sunt expuse și demonstrate aparate militare de înaltă tehnologie. Acesta încearcă să-l convingă de avantajele aeronavelor fără pilot. În timp ce Muntz își prezintă propriile produse comercializate (inclusiv un pisoar cu bombă), Ray deturnează unul dintre avioanele de luptă prezente la expoziție și îi amenință pe participanți.
Stryker decide să pornească Peacemaker-ul și să atace avionul pilotat de acesa. Aparatul se dovedește a fi o armă formidabilă și practic indestructibilă, însă lipsa de experiență a lui Stryker își spune cuvântul și distruge din greșeală întreaga expoziție. Muntz oprește panoul de control al Peacemaker-ului, fapt care îi permite lui Ray să-l distrugă.
În scena finală, aflăm că Ray a părăsit industria armelor pentru a deveni misionar, iar Muntz a renunțat la traficul de arme și s-a reprofilat pe vânzarea de mașini second-hand la agenția fratelui său.

## Distribuție
- Chevy Chase - Muntz
- Gregory Hines - Ray
- Sigourney Weaver - Catherine
- Vince Edwards - Stryker
- Wallace Shawn - Harold
- Richard Libertini - Massagi
- William Marquez - Gen. Cordosa
- Eduardo Ricard - Col. Salgado
- Richard Herd - Lyle
- Graham Jarvis - Babers
- Randi Brooks - Ms. Della Rosa
- Ebbe Roe Smith - Bob
- Ray Manzarek - Charlie Simbo
- John Reilly - Swain